# Georgine Darcy
Georgine Darcy (Brooklyn, 14 gennaio 1931 – Malibù, 18 luglio 2004) è stata un'attrice statunitense.
La si ricorda essenzialmente per l'interpretazione di "Miss Torso" nel film La finestra sul cortile e per la parte di Gypsy nella sitcom dell'ABC Harrigan and Son, del 1960-61.

## Biografia
Georgine Darcy nacque a Brooklyn, New York, dove studiò balletto (il primo impegno con il New York City Ballet), e fece la modella. All'età di 16 anni lasciò casa e viaggiò in autobus per andare in California.
Nel 1954 fu scritturata per il film La finestra sul cortile. Non sapeva nemmeno chi fosse Alfred Hitchcock e non si considerava un'attrice. Hitchcock l'aveva selezionata sulla base di una sua foto pubblicitaria in cui indossava un body nero e un boa di piume verde. Nel film interpretò uno dei vicini del protagonista L.B. Jefferies (James Stewart), un fotografo su una sedia a rotelle in seguito ad un incidente, il quale passa il tempo a osservare dalla finestra gli altri inquilini del suo stabile. Nel film il personaggio della Darcy è senza nome (viene soprannominata "Miss Torso"), e la si vede danzare nel suo piccolo appartamento in un top succinto e un paio di pantaloncini rosa con una cintura da 21 pollici della famosa costumista Edith Head. Non ha battute nel film sino alla fine, quando saluta il fidanzato Stanley tornato dal servizio militare.
In televisione interpretò Gypsy, una irriverente segretaria degli avvocati padre e figlio di Harrigan and Son, interpretati da Pat O'Brien e Roger Perry. Recitò in Il tenente Ballinger (M Squad) con Lee Marvin, Westinghouse Desilu Playhouse e Mannix con Mike Connors.
La Darcy è stata il soggetto del cortometraggio documentario Remembering Miss Torso (2004) del regista Malcolm Venville.
Morì nella sua casa a Malibu a 74 anni.

## Filmografia parziale

### Cinema
- La finestra sul cortile (Rear Window), regia di Alfred Hitchcock (1954)
- Don't Knock the Twist, regia di Oscar Rudolph (1962)
- Morgan il razziatore (The Delta Factor), regia di Tay Garnett (1970)

### Televisione
- Target – serie TV, episodio 1x27 (1958)
- Pete Kelly's Blues – serie TV, episodio 1x05 (1959)
- Mannix – serie TV, episodio 4x15 (1971)